# Episodi di Ispettore Maggie (prima stagione)
La prima stagione della serie televisiva Ispettore Maggie è stata trasmessa in anteprima nel Regno Unito dalla ITV tra l'11 aprile 1980 e il 23 maggio 1980.
| nº | Titolo originale | Titolo italiano | Prima TV Regno Unito | Prima TV Italia |
| -- | ---------------- | --------------- | -------------------- | --------------- |
| 1  | Killers          | I killers       | 11 aprile 1980       |                 |
| 2  | Recoil           | Disgusto        | 18 aprile 1980       |                 |
| 3  | Help             | Aiuto           | 25 aprile 1980       |                 |
| 4  | Shock            | Shock           | 2 maggio 1980        |                 |
| 5  | Blade            |                 | 9 maggio 1980        |                 |
| 6  | Rogue            | Il truffatore   | 16 maggio 1980       |                 |
| 7  | Melody           |                 | 23 maggio 1980       |                 |

## Killers
- Prima televisiva: 11 aprile 1980
- Diretto da: Tony Wharmby
- Soggetto di: Brian Finch

### Trama
- Altri attori: Leslie Schofield (Agente Ray Forbes), Nigel Rathbone (Steve Forbes), William Marlowe (Det. Chief Inspector Russell), Derek Thompson (Det. Sgt. Jimmy Fenton), James Ottaway (George Taylor), Paul Moriarty (Det. Sgt. Jake Barratt), Stephen Yardley (Jed Blanden), Brian Croucher (Harry Blanden), Sue Nicholls (Joanne Blanden), Jason Savage (Dale Blanden), Seymour Matthews (Curly Rennox), Peggy Aitchison (Bella Rennox), Ben Thomas (Eskimo), Bernard Stone (Vince), Patricia Napier (W.P.C. Eileen McFarland), Gordon Honeycombe (T.V. Newscaster), Allan Hargreaves (Radio Newscaster), Gerry Crampton (Security Guard)

## Recoil
- Prima televisiva: 18 aprile 1980
- Diretto da: Christopher Hodson
- Soggetto di: Brian Finch

### Trama
- Altri attori: William Marlowe (Det. Chief Inspector Russell), Brian Gwaspari (Det. Insp. Bob Croft), Derek Thompson (Det. Sgt. Jimmy Fenton), Paul Moriarty (Det. Sgt. Jake Barratt), Nigel Rathbone (Steve Forbes), James Ottaway (George Taylor), Stephen Yardley (Jed Blanden), Sue Nicholls (Joanne Blanden), Brian Croucher (Harry Blanden), Jason Savage (Dale Blanden), Alrick Riley (Whitey), Ben Thomas (Eskimo), Michael Tudor Barnes (Jackie Frost), Raymond Mason (Arthur Williams), Barbara Ashcroft (Mrs. Payne)

## Help
- Prima televisiva: 25 aprile 1980
- Diretto da: David Askey
- Soggetto di: Roger Marshall

### Trama
- Altri attori: William Marlowe (Det. Chief Inspector Russell), Derek Thompson (Det. Sgt. Jimmy Fenton), Beth Harris (Susan Scott), Kate Dorning (Linda Scott), Nigel Rathbone (Steve Forbes), Davyd Harries (Mr. Miller), Stuart Barren (Manager of Club), Jean Warren (Rosie), Peter Spraggon (Station Officer), Phillada Sewell (Eileen Scott), Gary Waldhorn (Tom Scott), Diana Patrick (Frankie), Maggie Ollerenshaw (Mrs. Bond), Iain Anders (Chief Insp. Fern), Stephen Gordon (Store Detective), Tony Stephens (P.C. Wilson), Prudence Drage (Receptionist), Ozzie Stevens (Lee), Tilly Vosburgh (Jane), Judith Jacob (Sandra), Steve Fletcher (Chas)

## Shock
- Prima televisiva: 2 maggio 1980
- Diretto da: Tony Wharmby
- Soggetto di: Roger Marshall

### Trama
- Altri attori: William Marlowe (Det. Chief Inspector Russell), Derek Thompson (Det. Sgt. Jimmy Fenton), Brian Gwaspari (Det. Insp. Bob Croft), Floella Benjamin (Gloria), Robert Austin (Brian Rylands), Christopher Bramwell (Peter Rylands), Terence Halliday (John), Herbert Norville (Jackie), John Rolfe (Police Doctor), Trudie Styler (Linda), Trevor Byfield (Taxi Driver), George Selway (Hooper)

## Blade
- Prima televisiva: 9 maggio 1980
- Diretto da: Christopher Hodson
- Soggetto di: Roger Marshall

### Trama
- Altri attori: William Marlowe (Det. Chief Inspector Russell), Brian Gwaspari (Det. Insp. Bob Croft), Derek Thompson (Det. Sgt. Jimmy Fenton), Nigel Rathbone (Steve Forbes), Kenneth Gilbert (Dr. Thorne), Patricia Garwood (Mrs. Thorne), Brian McDermott (Mr. Richardson), John Serret (Hugo), Charmian May (Mrs. Ridgeway), John Wheatley (Larry), Mark Christon (Peter), Adam Richardson (Perry), Jeremy Pearce (Ritchie)

## Rogue
- Prima televisiva: 16 maggio 1980
- Diretto da: David Askey
- Soggetto di: Patricia Hooker

### Trama
- Altri attori: Moira Redmond (Jessica Sanderson), James Smillie (Harry), William Marlowe (Det. Chief Inspector Russell), Brian Osborne (Det. Insp. Jim Souter), Shirley Cheriton (Sally), Robert Fyfe (George), Alec Wallis (Bert), Michael McVey (Peter), Peter Spraggon (Station Officer), Simon Cowell-Parker (Waiter), William Parker (Detective Constable), Terence Conoley (Head Waiter)

## Melody
- Prima televisiva: 23 maggio 1980
- Diretto da: Paul Annett
- Soggetto di: Terence Feely

### Trama
- Altri attori: William Marlowe (Det. Chief Inspector Russell), Derek Thompson (Det. Sgt. Jimmy Fenton), Brian Gwaspari (Det. Insp. Bob Croft), Nigel Rathbone (Steve Forbes), James Ottaway (George Taylor), Trevor Peacock (Gerald Portman), Mona Bruce (Alison Portman), Peter Straker (Jeremy Miller), Catherine Schell (Margot), Fiona Curzon (Charlie), Sandy Ratcliff (Ruby), Henrieta Baynes (Annabelle), Brigitte Kahn (Letty), Vikki Richards (Georgia), Christine Shaw (Pauline), Ross Davidson (David), Jack McKenzie (Hamish), Ben Thomas (Eskimo), Mike Handley (Tommy), Sheila West (Melody)